# Вилла в Боскореале
Вилла в Боскореале (Villa Boscoreale) — древнеримская вилла (villa rustica) в Боскореале, на юге Италии, в двух километрах от руин города Помпеи. В древности местность вокруг виллы служила охотничьими угодьями, также было развито сельское хозяйство: производство вина и оливкового масла. Найденные в раскопках таблички и надписи указывают, что вилла была построена ориентировочно в 50—40 гг до н. э. и сгорела в результате извержения Везувия в 79 году н. э.
Вилла была обнаружена в результате раскопок в 1893—1894 гг. Знаменита на весь мир хорошо сохранившимися фресками и кладом.
Бо́льшая часть фресок с виллы Боскореале была вывезена в США; ныне эти фрески экспонируются в Метрополитен-музее в Нью-Йорке: см.  Медиафайлы на Викискладе.
Небольшая часть фресок (раскопанные в XX в.) выставлена в Археологическом музее Неаполя: см.  Медиафайлы на Викискладе.
Боскореальский клад состоит из 109 предметов — преимущественно серебряная и золотая домашняя утварь. 95 предметов — большая часть клада, были приобретёны бароном Эдмоном де Ротшильдом, передавшим их в дар парижскому Лувру в 1896 году, где это сокровище выставляется и поныне.